# 12072 Anupamakotha
A 12072 Anupamakotha (ideiglenes jelöléssel 1998 FA65) a Naprendszer kisbolygóövében található aszteroida. A LINEAR projekt keretében fedezték fel 1998. március 20-án.